# Tethionea tridentata
Tethionea tridentata là một loài bọ cánh cứng trong họ Cerambycidae.